# Славнянский сельский совет (Зборовский район)
Славнянский сельский совет (укр. Славнянська сільська рада) — входит в состав
Зборовского района
Тернопольской области
Украины.
Административный центр сельского совета находится в 
с. Славная.

## История
- 1994 — дата образования.

## Населённые пункты совета
- с. Славная